# Беатрикс фон Бранденбург
Беатрикс фон Бранденбург (на немски: Beatrix von Brandenburg, † 22 септември 1314 във Визмар) от рода Аскани е принцеса на Бранденбург и чрез женитбa княгиня на Мекленбург (1292-1314).
Тя е първата дъщеря на маркграф Албрехт III от Бранденбург (1250–1300) и съпругата му Матилда Датска († ок. 1300), дъщеря на крал Христоф I от Дания.
Беатрикс се омъжва през 1292 г. в замъка Щаргард за Хайнрих II „Лъвът“ (1266–1329), господар на Мекленбург, от 1302 до 1329 г. сам княз на Мекленбург. Тя занася като зестра (vidualitium) господството Щаргард. Имат една дъщеря:
- Матилда (1293–1357), ∞ 1311 г. херцог Ото III от Брауншвайг-Люнебург